# Tour Vojinović
La tour Vojinović (en serbe cyrillique : Војиновића кула ; en serbe latin : Vojinovića kula) est un vestige des fortifications de la ville de Vushtrri/Vučitrn, au Kosovo. Peut-être construite par l'empereur Stefan Dušan, elle servit de résidence au despote serbe Đurađ Branković (1427–1456), à l'époque où il administrait le Kosovo. Elle est inscrite sur la liste des monuments culturels d'importance exceptionnelle de la république de Serbie.